# Kitty Brunell
Kitty Brunell, née en 1912 et morte en 1993, est une femme pilote de rallye britannique.

## Biographie
Elle débuta la compétition automobile en 1929, âgée de seulement 17 ans, terminant alors seconde compétitrice -derrière sa compatriote Lucy O’Reilly Schell- du rallye Monte-Carlo, sur Talbot, et participant notamment au concours d'élégance automobile de Brighton.
Elle demeure à ce jour l'unique femme à jamais avoir remporté le RAC Rally.
Elle a également disputé le JCC’s Brooklands Rally en 1933, et surtout, à plusieurs reprises  le rallye d'Écosse jusqu'à la fin de sa carrière sportive (l'année-même de sa victoire au Pays de Galles).
Ses véhicules ont été divers: MG, Ford, Crossley, et AC.
Elle épousa l'opérateur de marché boursier Ken Hutchinson, et était la fille du photographe Bill Brunell.

## Palmarès
- Vainqueur du RAC Rally en 1933 sur  A.C. Ace 4 places;
- Concours d'élégance du RAC Rally en 1933.